# Kazimierz Dejunowicz

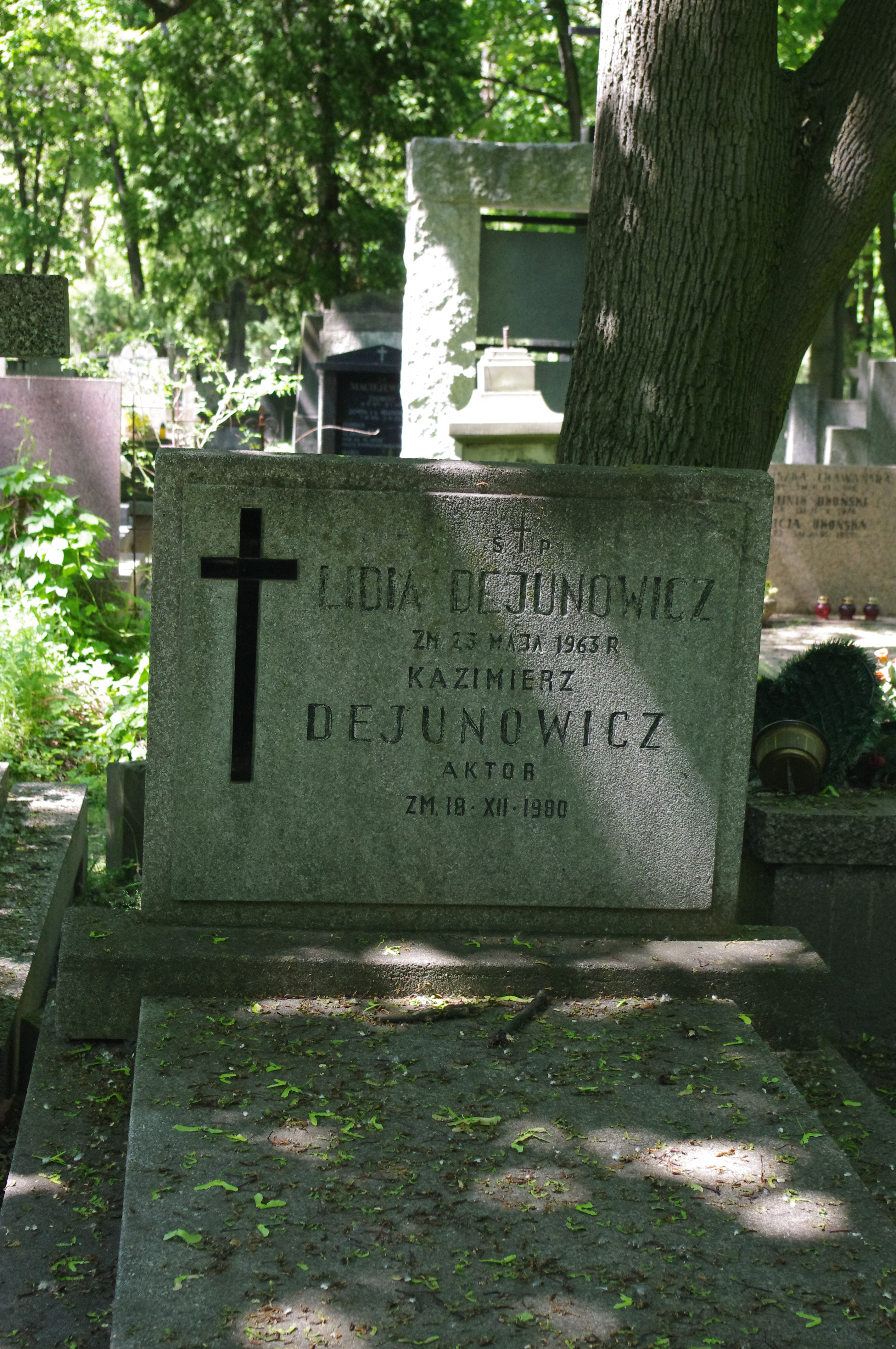
Grób aktora Kazimierza Dejunowicza na cmentarzu Powązkowskim w Warszawie

Kazimierz Dejunowicz (ur. 4 marca 1901 w Siemienówce, zm. 18 grudnia 1980 w Konstancinie-Jeziornie) – polski aktor teatralny, filmowy i telewizyjny oraz radiowy, pedagog.

## Życiorys
Urodził się 4 marca 1901 w Siemienówce, ówcześnie na terenie Imperium Rosyjskiego. W 1921 przyjechał do Polski.
W 1928 ukończył Oddział Dramatyczny Konserwatorium Muzycznego w Warszawie. Występował na scenach Teatru Ateneum w Warszawie (1928–1929), następnie Teatru Miejskiego w Wilnie (1929–1936) i Łódzkich Teatrów Miejskich (1936–1939).
Uczestnik kampanii wrześniowej, znalazł się później w Rumunii i Francji, gdzie założył teatrzyk polski. Następnie – jako żołnierz formacji polskich na Zachodzie – przebywał w Anglii. W 1946 powrócił do Polski.
Występował na deskach teatrów łódzkich: Kameralnego Domu Żołnierza (1946–1947), Syrena (1947–1948) oraz Wojska Polskiego (1948–1949). Po przeniesieniu do stolicy występował na scenach warszawskich: Teatru Polskiego (1949–1964), Teatru Klasycznego (1964–1965) oraz Teatru Dramatycznego (1965–1966) i ponownie Teatru Polskiego (1966–1975). W 1975 przeszedł na emeryturę, lecz nadal grywał gościnnie w Teatrze Powszechnym i Teatrze Polskim.
Współpracował również z Teatrem Polskiego Radia. Wykładał na Państwowej Wyższej Szkole Teatralnej w Łodzi (1948–1949), a następnie na PWST w Warszawie (1949–1950).
Występował również w Teatrze Telewizji, m.in. w spektaklach: Świętoszek Moliera w reż. Tadeusza Byrskiego (1962), Kandyd Voltaire’a w reż. Jerzego Krasowskiego (1964), Trzy siostry Antona Czechowa w reż. Jerzego Antczaka (1968), Baron Munchhausen Bohumila Hrabala w reż. Zygmunta Hübnera (1969), Mieszczanie Maksima Gorkiego w reż. Jana Maciejowskiego (1969), Dziewczęta z Nowolipek Poli Gojawiczyńskiej w reż. Stanisława Wohla (1970) oraz w Balladynie Juliusza Słowackiego w reż. Ewy i Czesława Petelskich (1970), Księżniczce Mary Michaiła Lermontowa w reż. Konstantego Ciciszwilego (1970), Panu Tadeuszu Adama Mickiewicza w reż. Adama Hanuszkiewicza (1970) i Akcji V Jerzego Janickiego w reż. Andrzeja Zakrzewskiego (1973), a także w przedstawieniach: Sława i chwała Jarosława Iwaszkiewicza w reż. Lidii Zamkow (1974), Horsztyński Juliusza Słowackiego w reż. Ignacego Gogolewskiego (1975) i 12 krzeseł Ilji Ilfa i Jewgienija Pietrowa w reż. Konstantego Ciciszwilego (1988).
Pochowany na cmentarzu Powązkowskim w Warszawie (kwatera 276-1-14)

## Filmografia
- Zakazane piosenki (1946) – uchodźca z Warszawy
- Jasne łany (1947) – Franek Sarna, gospodarz
- Zdradzieckie serce (1947)
- Skarb (1948) – reżyser i narrator słuchowiska Antoś Migdał nie wrócił
- Gromada (1951) – Stanisław Kaliński z hipoteki
- Kanał (1956) – kapitan "Zabawa"
- Pożegnanie z diabłem (1956) – mieszkaniec Piasków
- Historia jednego myśliwca (1958) – niemiecki lekarz w kostnicy szpitala w St. Clair
- Ósmy dzień tygodnia (1958) – taksówkarz wiozący Agnieszkę na Zieleniak
- Cafe pod Minogą (1959)
- Inspekcja pana Anatola (1959) – Amerykanin
- Tysiąc talarów  (1959) – gość weselny
- Powrót (1960)
- Walet pikowy (1960)
- Dotknięcie nocy (1961) – woźny w banku, ojciec Agnieszki, właściciel pokoju wynajmowanego przez Jacenkę
- Wyrok (1961) – Marceli Adamski, nowy przewodniczący komitetu blokowego
- Smarkula (1963) – gość na imieninach u gospodyni Wężyka
- Późne popołudnie (1964) – pracownik klubu "Tempo"
- Dzień ostatni - dzień pierwszy (1965) – leśniczy (odc. 1. Na melinę)
- Lekarstwo na miłość (1965) – okradziony w banku
- Miejsce dla jednego (1965) – kierownik działu kadr
- Sam pośród miasta (1965) – pan Kazimierz, kierownik budowy osiedla
- Pieczone gołąbki\ (1966) – zagraniczny dziennikarz
- Julia, Anna, Genowefa... (1967) – uczestnik przyjęcia u Szymgałów
- Kiedy miłość była zbrodnią (1967) – urzędnik
- Samotność we dwoje (1968) – lekarz
- Agent nr 1 (1971)
- Ocalenie (1972) – Nowicki, astmatyk leżący na jednej sali z Małeckim
- Ciemna rzeka (1973) – Zurych, ojciec Janka
- Janosik (serial telewizyjny) (1973) (odc. 9. Pobór)
- Wielka miłość Balzaka (serial telewizyjny) (1973) (odc. 1. Nadzieje i upokorzenia)
- Dyrektorzy (serial telewizyjny) (1975) – Marko (odc. 6. Ryzykant)
- Polskie drogi (serial telewizyjny) (1976) – kościelny w parafii księdza Andrzeja (odc. 6. Rocznica)
- Noce i dnie (serial telewizyjny) (1977) – gość na przyjęciu u Woynarowskiego (odc. 11. U schyłku dnia)

## Ordery i odznaczenia
- Krzyż Kawalerski Orderu Odrodzenia Polski (1968)
- Medal 10-lecia Polski Ludowej (19 stycznia 1955)[2]